# Projekt 1145.1
Projekt 1141 Sokol 2 (v kódu NATO třída Mukha) je třída křídlových protiponorkových torpédových člunů sovětského námořnictva z doby studené války. Jedná se o vylepšenou verzi lodí Projektu 1141. Jejich sovětská kategorizace byla malá protiponorková loď. Třídu tvoří čtyři jednotky, z nichž dvě po rozpadu SSSR získalo Rusko a dvě nedokončené Ukrajina.

## Stavba

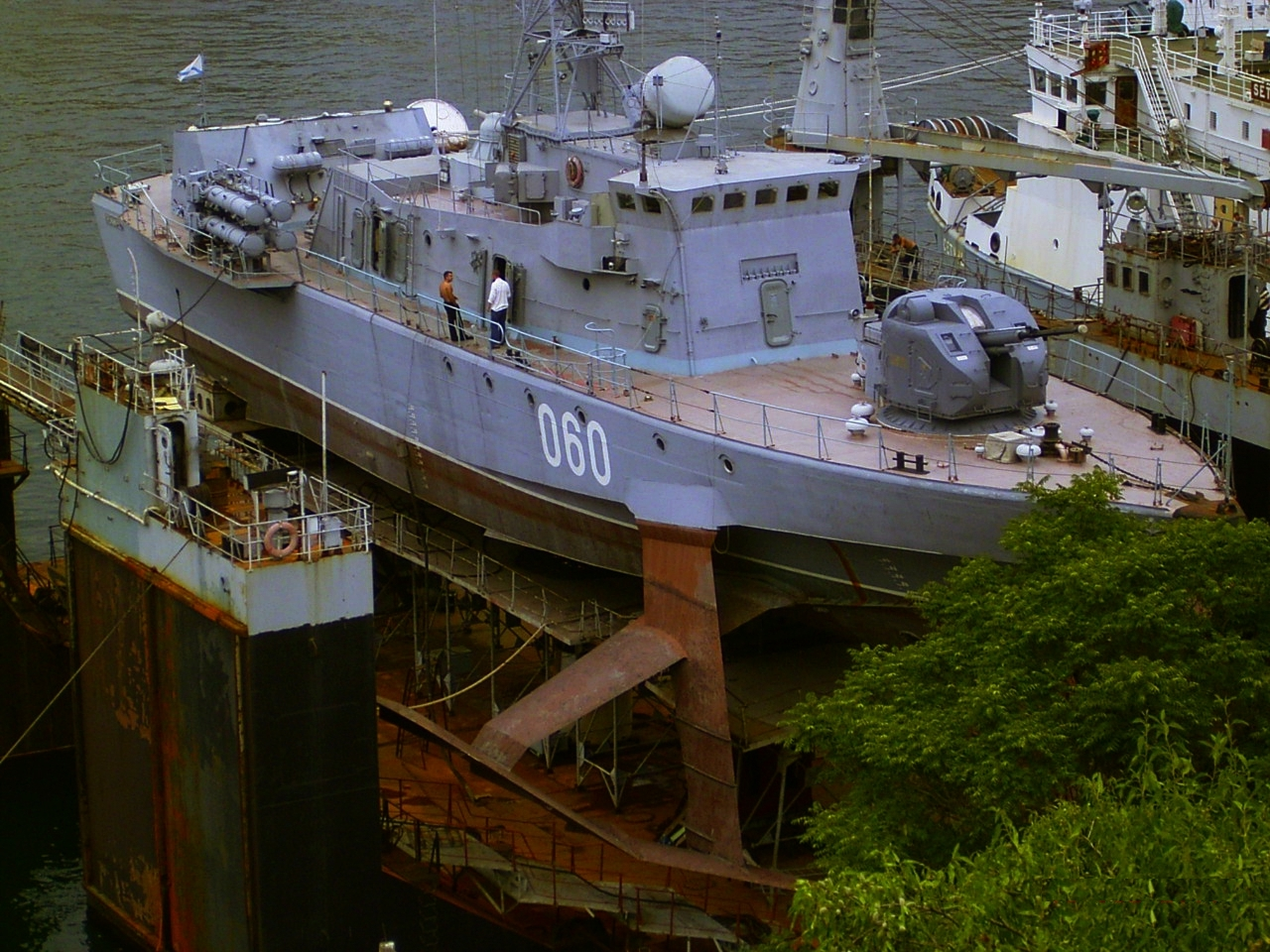
MPK-220 Vladimirec v Sevastopolu v roce 2011

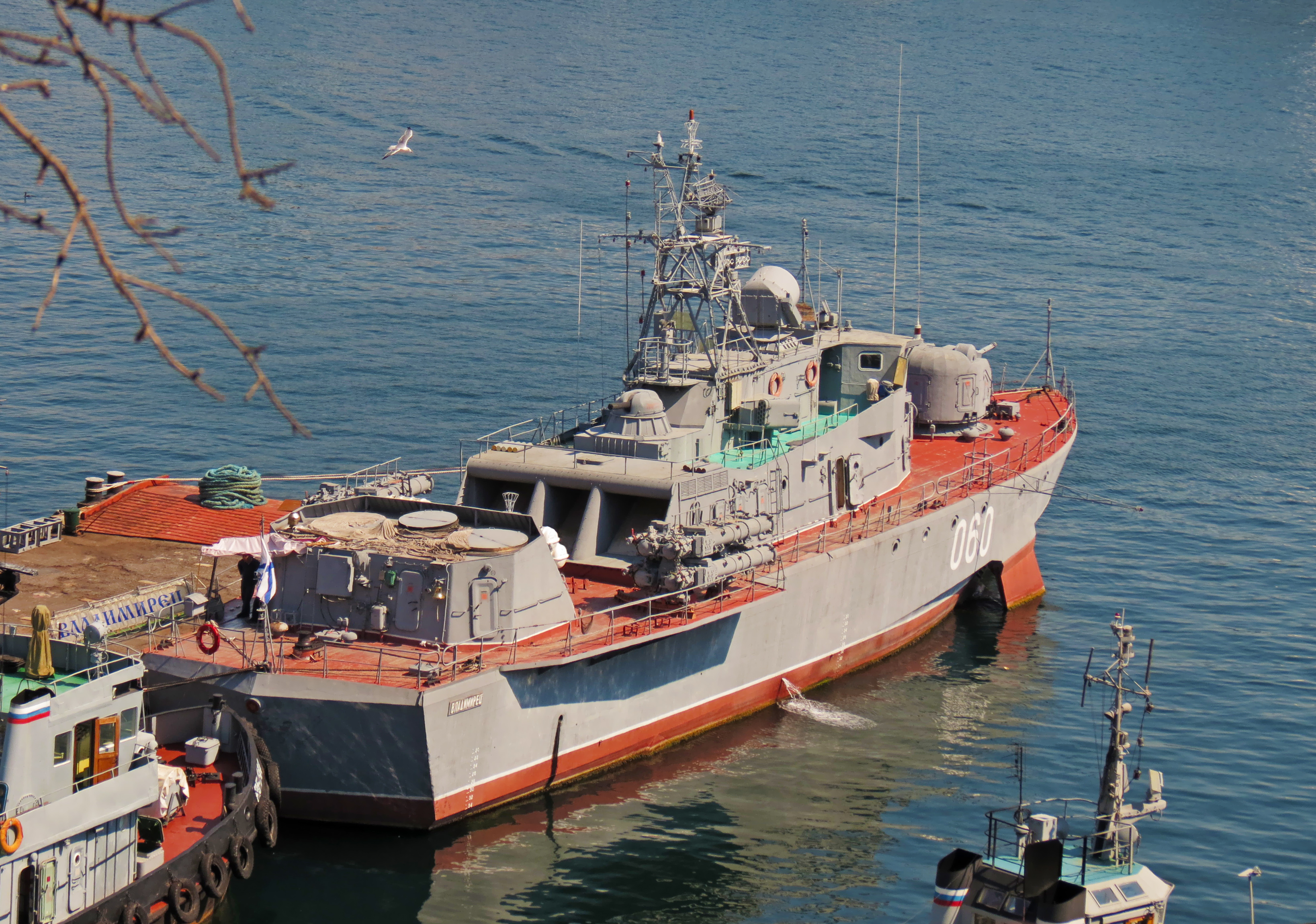
MPK-220 Vladimirec v Sevastopolu v roce 2012

Třídu tvoří celkem čtyři jednotky rozestavěné v letech 1982–1990 ve Feodosii. Sovětské námořnictvo získalo roku 1987 člun MPK-215 (vyřazen 2001) a roku 1990 člun MPK-220, roku 1998 přejmenovaný na Vladimirec (vyřazen 2014). Ruská plavidla sloužila v Černomořském loďstvu. Další dva čluny nebyly do rozpadu SSSR dostavěny a získala je Ukrajina. Byly pojmenovány Luhansk (U201) a Lviv (U203). Nebyly dokončeny.

## Konstrukce
Hlavňovou výzbroj tvoří 76mm kanón AK-176 ve věži na přídi a 30mm kanón AK-630M na nástavbě. Kanón je vybaven systémem řízení palby MR-123-01 Vympel-A. K ničení ponorek slouží dva čtyřhlavňové 406mm torpédomety TR-224, pro které je neseno osm torpéd SET-72. K obraně proti napadení ze vzduchu slouží osminásobné vypouštěcí zařízení protiletadlových řízených střel 9K34 Strela-3.
Pohonný systém tvoří dvě plynové turbíny M10D o celkovém výkonu 40 000 hp, jedna plynová turbína M16 o výkonu 8500 hp. Energii dodávají dva dieselgenerátory. Nejvyšší rychlost dosahuje 60,5 uzlu.